# Bicyclus barnesi
Bicyclus barnesi är en fjärilsart som beskrevs av Van Son 1955. Bicyclus barnesi ingår i släktet Bicyclus och familjen praktfjärilar. Inga underarter finns listade i Catalogue of Life.